# Heinrich Ritter (Politiker)

Heinrich Ritter

Heinrich Ritter (* 18. Februar 1891 in Gau-Odernheim; † 15. März 1966 in Rüsselsheim) war ein nationalsozialistischer Funktionär und Politiker und zur Zeit des Dritten Reiches unter anderem Oberbürgermeister von Gießen und Mainz sowie Mitglied des Reichstages.

## Kindheit, Jugend, Ausbildung und Militärdienst (1891–1919)
Heinrich Ritter, Sohn des Kaufmanns Jakob Ritter und seiner Ehefrau Auguste, geborene Müller, war evangelisch getauft. Nach dem Besuch der Volksschule (1896–1899) sowie der Höheren Bürgerschule (1899–1904) seines Heimatortes absolvierte er eine Ausbildung an der Kaufmännischen Schule in Worms (1904–1907) und einen Kurs am „Athenäum“ in Füssen am Lech („Fernhochschule für volkswissenschaftliche Staatskunde und Politik“). Im Ersten Weltkrieg diente er vom 18. August 1914 bis zum 23. Dezember 1918 im Infanterie-Regiment 118 und im Feldartillerie-Regiment 10 an der Westfront, zuletzt im Rang eines Unteroffiziers. Er wurde mit dem Eisernen Kreuz II. Klasse ausgezeichnet. Nach der deutschen Niederlage in die Heimat zurückgekehrt, übernahm er 1919 den elterlichen Gemischtwarenhandel in Gau-Odernheim.

## Beginn und frühe Jahre der politischen Aktivität (1920–1934)

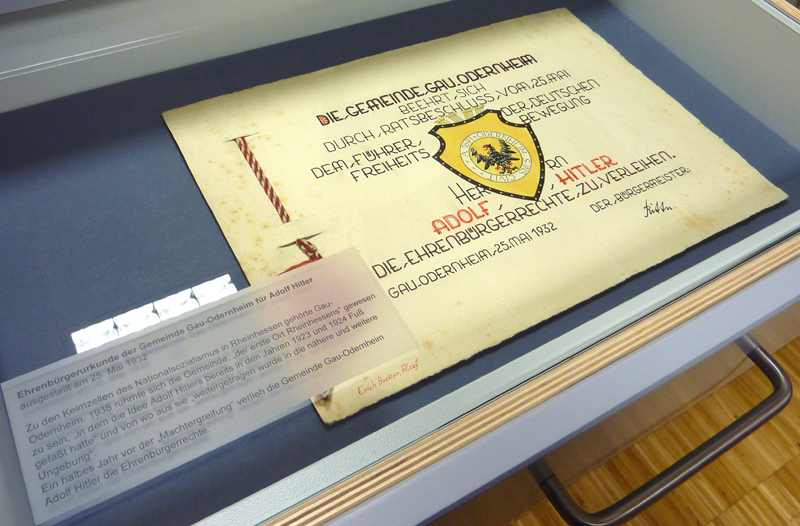
Ehrenurkunde für Hitler, von Ritter unterzeichnet

Hier betätigte sich Ritter bereits 1920 „im völkischen Sinn“. Seit 1922 war er ehrenamtlich in der Gemeindeverwaltung tätig und auch kommunalpolitisch aktiv. Er leitete offenbar bereits eine nationalsozialistisch gesinnte Gruppe (die sich jedoch erst sechs Jahre später offiziell als NSDAP-Ortsgruppe gründete). 1924 bildete er eine „feste Kameradschaft“ mit den beiden lokalen nationalsozialistischen Ärzten Karl Schilling und Reinhold Daum. Ende des folgenden Jahres gründete er den „Landwirtschaftlichen Spar- und Kreditverein Gau-Köngernheim“ (eine NS-Sparkasse) und wurde Vorsitzender des Aufsichtsrates. Am 25. August 1927 schloss er in Gau-Odernheim die Ehe mit Katharina Ebling, aus der später ein Sohn hervorging. Ritter trat zum 1. September in die NSDAP ein (Mitgliedsnummer 99.069). Bald versah er in der Partei die Ämter des Provinzleiters (ab Mai 1931 Bezirksleiter) und Gauinspekteurs der Provinz Rheinhessen (1929–1932) sowie die Tätigkeit eines Gauredners. 1930 wählten ihn die Gau-Odernheimer zum ersten nationalsozialistischen Bürgermeister im Volksstaat Hessen (ehrenamtliche Tätigkeit), in seiner Amtszeit vom 6. November 1930 bis zum 1. Juli 1933 wurde am 25. Mai 1932 Adolf Hitler zum Ehrenbürger ernannt. 1931 wurde er kommissarischer NSDAP-Kreisleiter von Mainz (bis 1932) und errang ein Abgeordnetenmandat im Hessischen Landtag (welches er bis 1933 ausübte). Außerdem amtierte er in jenen Jahren (1932–1934) erstmals als Gauamtsleiter für Kommunalpolitik der Gauleitung Hessen-Nassau (Süd). 1932 brach sein Gemischtwarenhandel in Gau-Odernheim wegen Überschuldung zusammen. Am 1. Juli 1933 wurde Ritter zum hauptamtlichen Bürgermeister von Bingen ernannt. Noch in diesem Jahr wurde er auch NSDAP-Kreisleiter des entsprechenden Parteikreises (1. Oktober 1933 bis 15. Mai 1934, danach Kreisleiter z. b. V.-„zur besonderen Verwendung“). Man schlug ihn für die Reichstagswahl im November 1933 vor, doch seine Kandidatur blieb erfolglos. Ab 1. Februar 1934 war er für zwei Monate Kreisdirektor des (staatlichen) Kreises Bingen.

## Oberbürgermeister in Gießen (1934–1942)
Aufgrund seiner guten Beziehungen zum Gauleiter des neuen Gaues Hessen (Oberhessen, Rheinhessen und Starkenburg), Friedrich Ringshausen, folgte am 1. April 1934 seine Ernennung zum Oberbürgermeister von Gießen. Hier war er zunächst auch Kreisinspekteur und dann 1935 stellvertretender Kreisleiter der NSDAP. Ab März 1936 war er zudem für den Wahlkreis 33 (Hessen) Mitglied des in der Zeit des Nationalsozialismus bedeutungslosen Reichstages. Auch in seiner Gießener Zeit stand Ritter im Rang eines Kreisleiters (1936) beziehungsweise Kreisleiters z. b. V. (1938) der NSDAP. Obwohl er am 29. Mai 1941 zum Präsidenten der Hessischen Brandversicherungskammer in Darmstadt ernannt wurde (Ritter amtierte bis 24. Februar 1943), blieb er weiterhin Oberbürgermeister von Gießen – nun jedoch kommissarisch bestellt. Während seiner Amtszeit als Oberbürgermeister wurden bis Ende 1942 über 1.000 Gießener Juden aus dem Zwischenlager Goetheschule in die Vernichtungslager deportiert.

## Oberbürgermeister in Mainz (1942–1945)
Da 1942 der bisherige Oberbürgermeister der Stadt Mainz, Robert Barth, gefallen war, galt es den vakanten Posten neu zu besetzen. Ende August dieses Jahres entschied man sich für Ritter. Seine „Wahl“ war die kürzeste in der ganzen Historie der Stadt Mainz. Der Gauleiter von Hessen-Nassau, Jakob Sprenger, schlug ihn den 13 Ratsherren von Mainz am 31. August 1942 als neuen Oberbürgermeister vor. Binnen neun Minuten war hierüber entschieden. Die Ernennungsurkunde bestellte Ritter für 12 Jahre, also bis 1954, zum Oberbürgermeister. Sie wurde ihm am 3. September 1942 in Anwesenheit von Wilhelm Frick, Reichsminister des Innern, und dem Landrat des Landkreises Mainz, der bis zu diesem Zeitpunkt das Amt vertretungsweise ausgeübt hatte, Wilhelm Wehner, überreicht. Am 16. September 1942 übernahm der Oberbürgermeister erneut die Leitung des Gauamtes für Kommunalpolitik der Gauleitung Hessen-Nassau für die Dauer des Krieges. 1944 wurde er zudem (Ehren-)Mitglied der SA im Rang eines Hauptsturmführers.
Ereignisse während seiner Amtszeit
- Luftangriffe auf Mainz
- Zerstörung von Mainz am 27. Februar 1945
- Sprengung der Mainzer Rheinbrücken am 17. März 1945:
  - Straßenbrücke
  - Kaiserbrücke
  - Südbrücke.

## Weitere Mitgliedschaften und Ämter
- Mitglied im Aufsichtsrat der Hessischen Staatsbank (1931)
- Mitglied im Verwaltungsrat der Landeshypothekenbank (1931)
- Mitglied im Verwaltungsrat der Hessischen Versicherungsanstalt für gemeindliche Beamte (1933)
- Mitglied im Verwaltungsrat der Hessischen Kommunalen Landesbank (1933)
- Mitglied des Deutschen Gemeindetages, stellvertretender Vorsitzender der Landesdienststelle Hessen-Nassau im Deutschen Gemeindetag, zugleich Mitglied im Vorstand des Deutschen Gemeindetages (Mai 1933 bis 1945)
- Mitglied im Kommunalen Elektro-Zweckverband Kassel (1934)
- Leiter des Landesfremdenverkehrverbandes Rhein-Main (ab 13. Juni 1936)
- Vorsitzender des Energieausschusses Rhein-Main (1939)
- Vorsitzender der Sparkassen- und Verwaltungsschulen (1940)
- Vorsitzender des Prüfungsausschusses für gemeindliche Beamte (1940)

## Flucht, Neuanfang und Leben in der Nachkriegszeit (1945–1966)
Nach einer letzten Durchhalterede vor den Dienststellenleitern der Stadtverwaltung floh Ritter am 20. März 1945 zusammen mit Dr. Wehner vor den anrückenden Amerikanern per Boot über den Rhein und schlug sich bis nach Burg in der sowjetischen Zone durch. Im Sommer 1945 siedelte er in die britische Besatzungszone über und tauchte im August desselben Jahres unter dem Pseudonym „Heinz Möller“ in Deggendorf an der Donau unter, wo er als Industrievertreter lebte und arbeitete. Nach einem Gutachten der Prüfungskommission Mainz wurde er am 11. August 1945 in Abwesenheit offiziell vom Dienst als Oberbürgermeister der Stadt suspendiert. Erst zu Beginn der Amnestie meldete er sich am 4. Januar 1950 polizeilich unter seinem richtigen Namen im hessischen Kelsterbach, wo er bei seiner Mutter lebte. Das gegen ihn eingeleitete Spruchkammerverfahren wurde im Dezember 1950 von der Zentralspruchkammer Hessen eingestellt, woraufhin er in den Folgejahren gegen die Stadt Mainz einen Anspruch auf Versorgungsbezüge als ehemaliger Beamter gerichtlich geltend machte. Als letzter der drei Oberbürgermeister von Mainz während der NS-Zeit starb er am 15. März 1966 in Rüsselsheim.